# Xã Richland, Quận Jackson, Iowa
Xã Richland (tiếng Anh: Richland Township) là một xã thuộc quận Jackson, tiểu bang Iowa, Hoa Kỳ. Năm 2010, dân số của xã này là 433 người.